# Geranosaurus atavus
Geranosaurus atavus es la única especie conocida del género extinto  Geranosaurus  ("lagarto perezoso") de dinosaurio neornitisquio heterodontosáurido, que vivió a principio del período Jurásico, hace aproximadamente 190 millones de años, en el Sinemuriano, en lo que es hoy África. Fue encontrado en la parte superior de la Formación Clarence en la Provincia del Cabo, Sudáfrica. Conocido solo por un fragmento de mandíbula es considerado dudoso y posiblemente un Heterodontosauridae. Su especie tipo es Geranosaurus atavus, que fuera descrita por Broom en 1911.  El nombre del género se deriva del geranos en griego , "perezoso", una referencia a la extremidad posterior con forma de perezoso. El nombre específico significa "ancestro" en latín. Los elementos de las extremidades tienen número de inventario SAM 1871.